# Tarebia granifera
Tarebia granifera is een slakkensoort uit de familie van de Thiaridae. De wetenschappelijke naam van de soort is voor het eerst geldig gepubliceerd in 1822 door Lamarck.